# Pat Buchanan
 (novembre 2020).
Pour les articles homonymes, voir Buchanan.
Patrick Joseph Buchanan, dit Pat Buchanan, né le 2 novembre 1938 à Washington, D.C., est un journaliste et homme politique américain. Il est commentateur politique sur la chaîne MSNBC, cofondateur du magazine The American Conservative et cofondateur de la fondation paléo-conservatrice The American Cause.
Buchanan est conseiller politique des présidents Richard Nixon, dont il rédige des discours, Gerald Ford et Ronald Reagan. Il est un des représentants de la droite américaine ; catholique traditionaliste, il incarne le courant paléo-conservateur du Parti républicain, tout en conservant d'importantes relations avec le Constitution Party.
Par deux fois, il se présente sans succès aux primaires présidentielles républicaines. Il reçoit la nomination du Parti de la réforme des États-Unis d'Amérique pour l'élection présidentielle de 2000, en tandem avec Ezola Broussard Foster pour la vice-présidence : il recueille 500 000 voix, soit 0,43 % des suffrages. En 2003, il s'oppose à la guerre d'Irak, et reste défavorable à la politique étrangère de George W. Bush durant toute la présidence de celui-ci.
Il a également écrit plusieurs ouvrages sur ses opinions politiques conservatrices ainsi que des chroniques dans des revues comme Human Events, National Review, The Nation et Rolling Stone.

## Origines familiales et études
Pat Buchanan est né en 1938 à Washington DC. Descendant d'un officier confédéré, il est le fils de Catherine Elizabeth Crum (1911-1995) et de William Baldwin Buchanan (1905 - 1988),  mariés en 1936. Pat Buchanan grandit avec ses six frères et ses deux sœurs au sein d'une famille catholique traditionaliste.
Il fait ses études à l'université de Georgetown puis est dispensé de service militaire pour des raisons de santé. Il est diplômé en journalisme de l'université Columbia en 1962 après avoir rédigé un mémoire sur la progression des relations commerciales entre Cuba et le Canada alors que le premier était soumis à un embargo de la part des États-Unis d'Amérique.

## Carrière professionnelle et parcours politique

### Journaliste auSt. Louis Globe-Democrat
Buchanan n'a que 23 ans quand il commence à écrire des éditoriaux dans le journal St. Louis Globe-Democrat (en) où il dénonce le commerce du Canada avec la dictature cubaine dans un éditorial titré "Canada sells to Red Cuba - And Prospers." Par la suite, Buchanan dénoncera l'embargo des États-Unis contre Cuba, estimant qu'il n'avait fait que renforcer le régime communiste dirigé par Fidel Castro.
En 1964, Buchanan devient éditorialiste adjoint au Globe-Democrat. Il fait alors campagne en faveur de Barry Goldwater lors de l'élection présidentielle de 1964 même si le Globe-Democrat n'endosse pas finalement la candidature du sénateur républicain de l'Arizona.

### Présidences Nixon et Ford
En 1965, Pat Buchanan commence à travailler au côté de Richard Nixon au sein de son cabinet d'avocats à New York. En 1966, il est l'un des premiers conseillers politiques que Nixon recrute en vue de sa candidature à l'élection présidentielle de 1968. Aux côtés de Nixon, il effectue un tour du monde qui l'emmène en Europe, en Afrique et au Moyen-Orient juste après la guerre des Six Jours.
En 1969, quand Nixon entre à la Maison-Blanche, Buchanan devient conseiller de la Maison-Blanche et rédacteur des discours du président et du vice-président Spiro Agnew. On lui doit la formule de majorité silencieuse (Great Silent Majority). Il eut un rôle non négligeable dans la stratégie du président Nixon pour se concilier les électeurs démocrates notamment lors de la campagne de 1972 sur un programme anti-establishment.
Il accompagne Nixon en 1972 lors du premier voyage d'un président américain en Chine populaire et en 1974 à Moscou, Yalta et Minsk. Épargné par le scandale du Watergate qui aboutit à la démission de Nixon, Buchanan demeure adjoint au président Gerald Ford qui refuse la proposition d'Alexander Haig de nommer Buchanan au poste d'ambassadeur des États-Unis en Afrique du Sud.

### Chroniqueur sur CNN
Après avoir quitté la Maison-Blanche, Buchanan revient à sa carrière de journaliste, de chroniqueur politique et d'éditorialiste. Il coprésente à la radio le Buchanan-Braden Program au côté du journaliste (progressiste) Tom Braden et présente régulièrement des chroniques politiques sur la chaine de radio de la NBC de 1978 à 1984. Parallèlement, il commence une carrière à la télévision en tant que commentateur politique. Sur la chaine CNN, il est un chroniqueur régulier sur The McLaughlin Group, Crossfire et The Capital Gang, ce qui lui assure une véritable notoriété nationale.

### Présidence de Ronald Reagan
De 1985 à 1987, sous le mandat de Ronald Reagan, Buchanan est directeur de la communication de la Maison-Blanche. C'est à cette fonction qu'il prend parti en faveur des Contras au Nicaragua ou qu'il défend la visite de Ronald Reagan au cimetière de Bitburg en Allemagne de l'Ouest où sont enterrés parmi d'autres des soldats de la SS. Il participe également au sommet de Reykjavik entre Ronald Reagan et Mikhaïl Gorbatchev.
En 1986, sa sœur Bay Buchanan entame une campagne proposant son frère Pat comme candidat à l'élection présidentielle de 1988 afin de représenter le mouvement conservateur.
Après être redevenu commentateur politique sur CNN, Buchanan renonce finalement à poursuivre une campagne électorale en 1988 et se rallie à la candidature de Jack Kemp pour les primaires républicaines.

### Primaires républicaines de 1992
En 1990, Buchanan publie un article intitulé Patrick J. Buchanan: From the Right et édite des autocollants reprenant une citation du président George H. W. Bush "Read Our Lips! No new taxes." alors que celui-ci s'apprête à augmenter les impôts. En 1992, Buchanan se présente aux élections primaires républicaines contre le président sortant. Il propose un programme traditionnel du conservatisme américain : réduction de l'immigration, conservatisme social et nationalisme économique (protectionnisme), programme auquel il ajoute un réquisitoire contre le multiculturalisme, l'avortement et le prosélytisme des homosexuels.
S'il parvient à réunir plus de 3 millions de voix lors des primaires, il est devancé par le président sortant auquel il apporte finalement son soutien lors de la convention du parti républicain. Lors de celle-ci, il prononce un discours dans lequel il s'en prend au candidat démocrate Bill Clinton et à son épouse et déclare qu'une guerre culturelle va commencer, « une guerre religieuse pour l'âme du pays ». Le discours de Buchanan, destiné à endiguer à droite le succès de la candidature de Ross Perot, est finalement perçu comme trop radical et fait perdre une partie de l'électorat modéré à George H. W. Bush qui finalement perd l'élection présidentielle.

### Années 1990 et primaires de 1996
Dans les années 1990, Buchanan continue sa carrière de journaliste, de chroniqueur et de coanimateur d'émission politiques à la télévision américaine et à la radio où il anime notamment Buchanan and Company, un talk show de trois heures sur MBS.
En 1993, il fonde The American Cause, une fondation paléo-conservatrice qui fait la promotion des valeurs traditionnelles conservatrices, du fédéralisme et de l'isolationnisme.

Buchanan gagne les primaires et les caucus dans les États de New Hampshire, Missouri, Louisiane et Alaska
Pat Buchanan
Bob Dole
Steve Forbes

En 1996, Buchanan tente de nouveau d'obtenir l'investiture républicain pour l'élection présidentielle du mois de novembre sur la base d'un programme hostile à l'Accord de libre-échange nord-américain (NAFTA). Après avoir gagné quatre primaires et caucus, Buchanan est finalement devancé par le sénateur Bob Dole, affaibli notamment après que son codirecteur de campagne a été accusé d'avoir participé à deux réunions organisées par des suprémacistes blancs et des chefs de milices locales.
Le ticket Bob Dole / Jack Kemp recevra néanmoins le soutien de Buchanan lors de la phase finale de l'élection présidentielle.

### Campagne présidentielle de 2000
En 1999, à la suite de mauvais sondages concernant sa candidature au sein du Parti républicain, Buchanan se rapproche du parti de la réforme puis annonce sa démission du Parti républicain.
Buchanan devient ensuite le candidat du Parti de la réforme en dépit des divisions internes sur sa candidature. Opposé notamment à Donald Trump pour l'investiture du parti, il fait campagne avec le slogan « America First ! ». Lors de son investiture, Buchanan propose le retrait des États-Unis de l'ONU, l'expulsion du siège de celle-ci vers un pays tiers, la suppression du département de l'Éducation, de celui de l'Énergie, de celui du Logement et du Développement urbain, ainsi que la suppression de l'impôt sur les successions et les programmes d'affirmative action.
Sa colistière est alors Ezola Broussard Foster, une activiste afro-américaine et professeur retraitée de Los Angeles.
Lors de l'élection présidentielle de 2000, Buchanan remporta 449 895 suffrages soit 0,4 % des voix. Dans le comté de Palm Beach en Floride, Buchanan reçut 3 407 voix ce qui est alors paru surprenant dans un comté considéré comme très progressiste. Il est alors apparu que par inadvertance, certains électeurs avaient sans doute mal perforé leur bulletin et croyant voter Al Gore, avaient voté Buchanan. Ce dernier admit volontiers que ces voix auraient dû aller à Al Gore. Cette erreur ne fut jamais confirmée ; le républicain George W. Bush remporta l'État de Floride sur Gore par un écart inférieur à mille voix et de ce fait, lui a permis de remporter l'élection présidentielle américaine.

### Chroniqueur et commentateur politique phare des années 2000
Durant les années 2000, Buchanan s'identifie comme un indépendant opposé à la ligne néo-conservatrice alors en vogue chez les républicains et à la guerre en Irak. En 2004 cependant, il rallie de nouveau les républicains et apporte son soutien à George W. Bush.
Après les élections de 2000, Buchanan reprend sa carrière journalistique mais quitte CNN pour MSNBC où il anime jusqu'en 2003 le talk show Buchanan and Press. Après 2003, il devient analyste politique au sein de MSNBC ce qui lui permet d'être un invité récurrent des différents talk shows ou d'assurer l'intérim de Joe Scarborough dans Scarborough Country.
En 2002, il cofonde avec Scott McConnell, ancien éditorialiste au New York Post, et Taki Theodoracopulos, un financier conservateur, un nouveau magazine paléo-conservateur intitulé The American Conservative.
En janvier 2012, Buchanan est suspendu pour une durée indéterminée de MSNBC en tant que contributeur et le président de la chaîne, Phil Griffin (en), déclare qu'il n'a pas décidé s'il va laisser Buchanan revenir. Le groupe d'intérêt noir Color of Change (en) a pressé MSNBC de le renvoyer pour injures raciales et « suprémacisme blanc ». MSNBC s'est séparée définitivement de Buchanan le 16 février 2012.

## Opinions
Buchanan se veut un représentant du conservatisme américain traditionnel, qualifié de paléo-conservatisme, opposé aux donc néo-conservateurs ou aux « Rockefeller Republicans ». Il déclare que, contrairement à ce dont on l'accuse quelquefois, il n'est ni antisémite, ni homophobe, ni raciste, ni sexiste, ni antiféministe, ni fasciste, ni isolationniste.  Ainsi, il est opposé à une vision étatiste du pays et soutient la suppression d'importantes administrations fédérales qu'il estime inefficaces et dispendieuses.
Il est donc un constant opposant au néo-conservatisme qu'il considère être un reniement des valeurs conservatrices traditionnelles ; les présidences de George H. W. Bush et George W. Bush lui ont semblé mauvaises. En 2006, il assimile notamment la politique intérieure de George W. Bush à celle de la grande société de Franklin Delano Roosevelt, sa politique internationale à celle de Woodrow Wilson et sa politique en matière d'immigration à celle de Lyndon Johnson, ne lui accordant une comparaison avec Ronald Reagan que pour la nomination de juges conservateurs.

### Critique du néo-conservatisme
Buchanan a développé sa pensée en réaction à l'emprise de la mouvance néo-conservatrice sur le mouvement conservateur américain et le parti républicain. Il a dénoncé les origines de gauche des néo-conservateurs « portant avec eux les virus de l'étatisme et du mondialisme ». Il décrit sa première génération comme des gens qui ont commencé comme « trotskystes, socialistes ou sociaux-démocrates », puis sont devenus « démocrates JFK-LBJ », ont rompu avec la gauche pendant la guerre du Vietnam avant d'infiltrer le parti républicain sous la présidence Reagan. Il les a d'abord considérés avec sympathie au début des années 1970, mais les a critiqués quand ils ont constitué un groupe de pression « lançant des anathèmes à tous ceux qui refusent d'embrasser leurs dogmes révisés ». Buchanan compare les néo-conservateurs à des « squatters qui s'emparent d'une maison autrefois bien-aimée (le Parti républicain) et le convertissent en fumerie de crack ». 
Buchanan nie aussi la maxime néoconservatrice que les États-Unis sont la première nation universelle, incarnant des principes rationnels et démocratiques qui devraient être appliqués partout. En mars 2003, Buchanan a écrit un article disant que les néo-conservateurs veulent « engager notre pays dans une série de guerres qui ne sont pas dans l'intérêt de l'Amérique » et affirmé que Lawrence Kaplan, David Brooks, Max Boot, Robert Kagan et d'autres ont utilisé des accusations d'antisémitisme pour intimider les critiques de la guerre en Irak. Buchanan a assimilé les néo-conservateurs à un groupe de « polémistes et fonctionnaires », « en collusion avec Israël » pour lancer des guerres, briser les Accords d'Oslo, endommager les relations américaines avec les États arabes, aliéner les alliés occidentaux et islamiques et menacer la paix gagnée en remportant la Guerre froide.

## Ouvrages
- Suicide of a Superpower: Will America Survive to 2025?, 2011
- Suicide Watch: America's Plunge Toward Self-Destruction, 2008[réf. à confirmer]
- Churchill, Hitler and the Unnecessary War (en), 2008
- State of Emergency: The Third World Invasion and Conquest of America, 2007
- Where the Right Went Wrong: How Neoconservatives Subverted the Reagan Revolution and Hijacked the Bush Presidency, 2004
- The Death of the West: How Dying Populations and Immigrant Invasions Imperil Our Country and Civilization, 2002
- A Republic, Not an Empire: Reclaiming America's Destiny, 2002
- The Great Betrayal: How American Sovereignty and Social Justice Are Being Sacrificed to the Gods of the Global Economy, 1998
- Right from the Beginning, 1988
- America Asleep: The Free Trade Syndrome and the Global Economic Challenge : A New Conservative Foreign Economic Policy for America, 1991
- Conservative votes, liberal victories: Why the right has failed, 1975
- The New Majority: President Nixon at mid-passage, 1973